# Fostoria Light Car Company
Fostoria Light Car Company war ein US-amerikanischer Hersteller von Automobilen.

## Unternehmensgeschichte

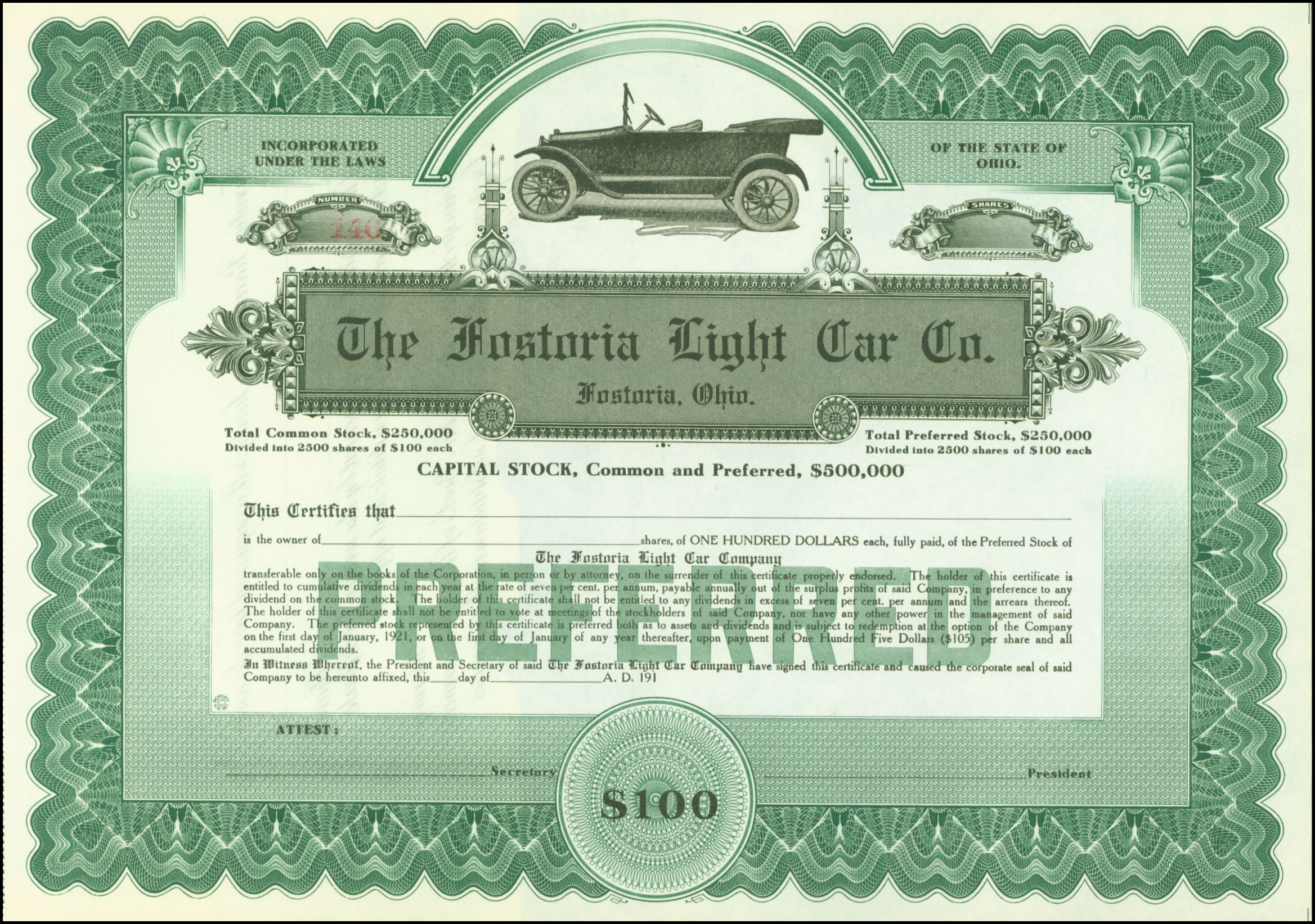
Aktienblankette der Fostoria Light Car Company

Charles Ash, Ira Cadwallader, A. O. George und J. H. Jones gründeten im Sommer 1915 das Unternehmen. Der Sitz war in Fostoria in Ohio. Sie  begannen mit der Produktion von Automobilen. Der Markenname lautete Fostoria. Im Dezember 1915 wurde die Storm Buggy Company übernommen und Pläne gemacht, in deren Werk zu produzieren. Bis September 1916 waren 293 Fahrzeuge gefertigt worden. Probleme mit der Qualität der zugelieferten Motoren von Sterling sorgten für einen schlechten Ruf. Daraufhin beschlossen die Inhaber, das Unternehmen aufzulösen.
Sie starteten einen Neuanfang als Seneca Motor Car Company und wählten die LeRoi Company als neuen Motorenlieferant.
Es bestand keine Verbindung zur Fostoria Motor Car Company, die ein paar Jahre vorher den gleichen Markennamen verwendete.

## Fahrzeuge
Im Angebot stand eine Modellreihe. Ein Vierzylindermotor mit OHV-Ventilsteuerung und 17 PS Leistung trieb die Fahrzeuge an. Eine Quelle nennt 2100 cm³ Hubraum. Eine andere gibt 82,55 mm Bohrung, 114,3 mm Hub und 2447 cm³ Hubraum an. Das Fahrgestell hatte 274 cm Radstand. Das Model B war ein Roadster, Model C ein Tourenwagen, Model F ein Coupé und Model F ein Speedster.

## Modellübersicht
| Jahr      | Modell  | Zylinder | Leistung (PS) | Radstand (cm) | Aufbau      |
| --------- | ------- | -------- | ------------- | ------------- | ----------- |
| 1915–1916 | Model B | 4        | 17            | 274           | Roadster    |
| 1915–1916 | Model C | 4        | 17            | 274           | Tourenwagen |
| 1915–1916 | Model F | 4        | 17            | 274           | Coupé       |
| 1915–1916 | Model G | 4        | 17            | 274           | Speedster   |